# Kirakira
Kirakira è il capoluogo della provincia di Makira-Ulawa. Si trova sulla costa settentrionale di Makira, la più grande isola della provincia. Nella città si trova l'Aeroporto locale di Kirakira.